# Jutta Hoffmann
Pour les articles homonymes, voir Hoffmann.
Jutta Hoffmann, née le 3 mars 1941 à Halle, en Saxe-Anhalt, en Allemagne, est  une actrice est-allemande, puis allemande.

## Biographie
Jutta Hoffmann a joué dans plus de quarante films et émissions de télévision depuis 1961, dans une cinquantaine de pièces de théâtre et a prêté sa voix à de nombreuses pièces radiophoniques. Dotée d'un large répertoire, elle est à l'aise dans plusieurs domaines, la comédie comme le drame.
Figure du jeune cinéma est-allemand dans les années 1960, elle tourne particulièrement avec Herrmann Zschoche et Frank Vogel, qui lui confient ses premiers rôles principaux. Frank Vogel, notamment, lui offre un de ses grands rôles en 1966, dans Karla : jeune institutrice idéaliste et tout juste diplômée, Karla s'oppose à la vieille garde de l'école en matière de pédagogie. Mais le film est censuré, comme d'autres cette année-là (Spur der Steine, C'est moi le lapin, etc.).
Dans les années 1970, elle tourne plusieurs fois pour Egon Günther, dont Der Dritte, dans lequel elle incarne une mathématicienne attendant le "troisième" amour de sa vie.
Au début des années 1980, comme de nombreux autres acteurs (Armin Müller-Stahl, Eva-Maria Hagen), elle choisit l'exil en RFA.

## Filmographie sélective

### EnRDA
- 1963 : Julia lebt de Frank Vogel
- 1965 : Denk bloß nicht, ich heule de Frank Vogel (film interdit, sorti en 1990)
- 1965 : Karla de Herrmann Zschoche (film interdit, sorti en 1990)
- 1969 : Zeit zu leben de Horst Seemann
- 1969 : Weite Straßen – stille Liebe de Herrmann Zschoche
- 1970 : Dr Med Sommer II de Lothar Warneke
- 1972 : Le Troisième (Der Dritte), d'Egon Günther
- 1974 : La Clé[1] (Die Schlüssel) d'Egon Günther
- 1975 : Lotte in Weimar d'Egon Günther
- 1978 : Das Versteck de Frank Beyer
- 1979 : Blauvogel d'Ulrich Weiß

### EnRFAet en Allemagne réunifiée
- 1985 : Der Angriff der Gegenwart auf die übrige Zeit, d'Alexander Kluge
- 1997 : Bandits, de Katja von Garnier
- 2003 : Der alte Affe Angst, d'Oskar Roehler

## Prix, honneurs et récompenses
- Mostra de Venise 1972 : Prix d'interprétation féminine pour Der Dritte[2]
- 1972 : Prix de la critique allemande (Deutscher Kritikerpreis)
- 2011 : obtention de son étoile sur le Boulevard des stars à Berlin